# أوديت كعدو
أوديت كعدو (1927 - 1 سبتمبر 1997) هي مغنية لبنانية.

## حياتها ومسيرتها
بدأت حياتها المهنية الغنائية تحت اشراف محمد عياد، واشتهرت في مدينة طرابلس ثم في لبنان كلها، ثم في ارجاء الشرق الأوسط.
التحقت للدراسة في مدرسة الموسيقار الشهير فريد غصن في مصر والذي كان يدرس الموسيقى والغناء لأشهر المطربين وفتها ومنهم فريد الاطرش واسمهان.
في عام 1953 وهي في سن ال 26 عام دعيت لزيارة الولايات المتحدة الأمريكية مع شقيقها ناصر لإقامة حفلات للجاليات العربية المختلفة في أمريكا.
التقت هنا ب فيليب بيترز وتزوجها.. وانجابا أربعة أطفال روز مارى، تونى، تشارلز، وفيليب واستقروا في مدينة ديترويت في ولايه ميتشجان.
في عام 1969 انضمت إليها شقيقتها آماليا في الولايات المتحدة.
في عام 1975 انضم إليهم نجيب وسلوى ويوسف، وكانوا يغنون الأغاني لرئيس سليمان فرنجيه الفلكلورية اللبنانية التقليدية وأغاني الطرب المحلى كان لها جمهوراً كبيراً.
زارها الملك حسين ملك الأردن في عام 1950.
انتشرت في أمريكا انتشاراً كبيراً واهتمت الصحف وأجهزة الاعلام بها.
زارت لبنان مرات عديدة، حيث غنت في الحفلات وعلى صوت الراديو.
في عام 1970 غنت في مهرجان بمناسبة انتخاب سليمان فرنجية.
تقابلت مع الفنان الموسيقار محمد عبد الوهاب في بيتها وكان محمد عبد الوهاب في رحلة علاج للولايات المتحدة، وغنت معه أغاني دويتو بمرافقة ناصر أخيها الذي عزف العود.
توفيت يوم 1 سبتمبر 1997.

## أعمالــــــها
- مالو الحبيب
- طل الربيع
- مافى مثلك يالبنان (أغنية سليمان فرنجية)
- مين قالك حب
- أنا زهرة وأنت نحله
- كلمة حب
- هاى ها يابوزالوف
- ياجارة اشتقت ليكى
- بأدعو لربى
- ولو ياسمر ولو
- يادى النعيم (مع محمد عبد الوهاب)
- عالهجر بدى طالبك
- مين قال انى مابحبك
- فاتح قلبه
- لبتتجوز
- يامال الشام
- الليلة الليلة
- أغنية انتخاب سليمان فرنجية
- وحياتك قول شو صار
- ليش بطلت تحاكينا
- افرح ياقلبى (عن ام كلثوم)
- ياشاب طول باللك

## وصلات خارجية
- أوديت كعدو على موقع ديسكوغز (الإنجليزية)